# قرار مجلس الأمن التابع للأمم المتحدة رقم 1603
قرار مجلس الأمن التابع للأمم المتحدة رقم 1603، المتخذ بالإجماع في 3 حزيران / يونيو 2005، بعد التذكير بالقرارات السابقة المتعلقة بالحالة في كوت ديفوار (ساحل العاج)، مدد المجلس ولاية عملية الأمم المتحدة في كوت ديفوار حتى 24 حزيران / يونيو 2005.

## القرار

### أعمال
وطالب المجلس، بموجب الفصل السابع من ميثاق الأمم المتحدة، جميع الموقعين على اتفاقية بريتوريا بتنفيذها بالكامل، مهددًا بفرض عقوبات على أولئك الذين لم يمتثلوا كما هو موضح في القرار 1572 (2004). وأشاد بدور رئيس جنوب إفريقيا السابق ثابو مبيكي في جهود الوساطة.
وأعرب المجلس عن ارتياحه لموافقة الأحزاب الإيفوارية على إجراء انتخابات رئاسية في تشرين الأول / أكتوبر 2005 وطالب بأن تكون الانتخابات حرة ونزيهة وشفافة. وطُلب من الأمين العام كوفي عنان تعيين ممثل خاص لمراقبة سير هذه الانتخابات.
كما مدد القرار ولاية عملية الأمم المتحدة في كوت ديفوار ودعم القوات الفرنسية حتى 24 حزيران / يونيو 2005، لكي يتخذ الأمين العام الترتيبات لزيادة قوام عملية الأمم المتحدة في كوت ديفوار. وأخيراً، طُلب من الأمين العام والاتحاد الأفريقي وفرنسا اطلاع المجلس على الوضع في كوت ديفوار.

## روابط خارجية
- نص القرار في undocs.org